# Heroj
 Ovo je glavno značenje pojma Heroj. Za druga značenja pogledajte Heroj (2002).
Junak (ili heroj) je pojam kojim se često naziva izuzetno hrabar čovjek koji spašava druge ljude i brani ih od zlih ljudi, čija je definicija često korištena u fiktivnom svijetu, no nekad se koristila i u povijesti.

## Kroz povijest

#### Antička mitologija
U antičkoj mitologiji čovjek čije je ljudsko biće prožeto božanskim svojstvima, zatim polubog, sin boga i smrtne žene i obrnuto ( Npr. Heraklo). Homer zove herojima junake svojih epova. Kasnije se pojam junaka proširuje i na različite istaknute ličnosti, ratnike, državnike, zakonodavce (Likurg), umjetnike, kojima su nakon njihove smrti iskazivali božanske počasti. Grčka tradicija i legenda spominje junake po kojima su pojedina plemena dobila ime, a i junake neke pokrajine, grada ili kolonije, za koje se vjerovalo da izravno utječu na djelovanje i sudbinu ljudi. Herojima su se podizala svetišta i spomenici, prinosile su im se žrtve i održavali u njihovu čast svečane igre. Prema antičkom vjerovanju, junak odlazi poslije smrti na Olimp ili na Otoke blaženih, blista na nebu kao zvijezda ili boravi u hramovima i gajevima kao genij zaštitnik. Pojedince su poštovali kao heroje još za života (Lizimah iz Samotrake; tiranin Nikija s Kosa). 

#### Rimsko Carstvo
Pridavanje božanskih svojstava istaknutim ličnostima imalo je osobitog odjeka u Rimskom Carstvu gdje su pojedinim vladarima prinosili žrtve i uzdizali ih u red bogova (apoteoza).

#### Kršćanstvo
Kršćanstvo općenito ne prihvaća pojam junaka, nego ga zamjenjuje pojmom svjedoka (najčešće u značenju mučenik). No, srednjovjekovna svjetovna praksa prihvaća kult heroja kao hrabrog ratnika, viteza s visoko razvijenim osjećajem časti, koji štiti slabije, osobito žene. 
Svojevrsnu devalorizaciju heroja donosi novovjekovni racionalizam, gdje herojstvo često poprima vid karikature (Npr. Cervantesov Don Quijote). Suprotno, u romanticizmu kult heroja oživljava u idealističkim koncepcijama o prisutnosti panteističkog boga ili svjetskopovijesnog duha u genijalnim pojedincima. Osobito radikalne aristokratske nazore o herojima kao vođama ljudi koji stvaraju povijest zagovarao je britanski filozof i povjesničar Th. Carlyle. Na tom je tragu, iako s većim pretenzijama, i Nietzscheova koncepcija heroja kao natčovjeka, koji smrću kršćanskog boga zadobiva svoju veličinu i postaje jedini sudac nad svojim postupcima. Smatrajući da se u egzaltaciji herojskog skriva antiracionalni voluntarizam, građanska ideologija kao i demokratska praksa XIX. st. demistificiraju povijesno- pokretačku ulogu heroja. Materijalističke koncepcije vide pokretače složenoga pov. gibanja prvenstveno u društvenim, političkim i ekonomskim uzrocima, a ne u osobitoj djelatnosti heroja, te stoga ističe problem, ličnosti i njenog udjela u povijesnim rješenjima. Problematika junaka doživjela je osebujan rasplet u suvremenom egzistencijalizmu gdje se heroj potire u bezličnosti svakodnevnice (otuda anti-heroj), ili se rađa u sukobu spram apsurda egzistencije (Camusov Sizif).